# Legio IX Hispana
Legio IX Hispana – legion rzymski, który prowadził działania między I w. p.n.e. a  połową II w. po Chrystusie. Legion ten walczył w różnych prowincjach Republiki, a potem Imperium Rzymskiego. Ostatecznie w 43 r. n.e. został wysłany do Brytanii, by podporządkować ją Imperium. Dziewiątka zniknęła z rzymskich rejestrów w pierwszej połowie II w., nie istnieje jednak jedno jasne wytłumaczenie, co się z nią stało.
Owiane tajemnicą dalsze losy IX legionu wciąż są przedmiotem zainteresowania i badań. Ostatni pewny zapis dotyczący Hispany pochodzi ze 108 r. Jedna z teorii utrzymuje, że został on rozbity w walce w Północnej Brytanii około 120 r., podczas buntu tamtejszych plemion. Pogląd ten stał się popularny po ukazaniu się w 1954 r. powieści „Dziewiąty Legion” Rosemary Sutcliff, zgodnie z którą legion miał wkroczyć do Kaledonii (w Szkocji), po czym wszelki słuch po nim zaginął. Później jednak w Nijmegen odnaleziono kafelek ze znaczkiem legionu, który miał wskazywać na to, że „Dziewiątka” stacjonowała tam pomiędzy 121 a 130 r. n.e. Nie jest to jednak wystarczający dowód. Jedno jest pewne: IX nie figuruje na liście legionów sporządzonej w 165 r.

## Historia
Słynny IX legion rzymski był jedną z najstarszych jednostek Rzymskiej armii. Towarzyszył on Juliuszowi Cezarowi m.in. gdy zajmował Galię w 58 r. p.n.e. Jeden z dowódców wojskowych wspomina ją jako uczestniczącą w walce z ludami Nerwiów. Wraz z Cezarem brał także udział w wojnie domowej przeciwko Pompejuszowi, współ-triumwirowi, a zarazem rywalowi cezara, w bitwie, która miała miejsce w Hiszpanii pod Ilerdą w 49. Następnie legioniści zostali przeniesieni do Placentii, a później pod Dyrrachium, gdzie mocno ucierpieli w walkach z armią Pompejusza. 
Po kilku latach nieaktywności żołnierzy „Hispany”, legion został ponownie powołany przez Oktawiana, dziedzica Juliusza Cezara, aby pokonać Sekstusa Pompejusza, okupującego Sycylię. Następnie, po walkach na Bałkanach, IX legion walczył w bitwie pod Akcjum przeciwko armii Marka Antoniusza, która doprowadziła Oktawiana do ostatecznej dominacji.
Kluczową wojną, która przyniosła sławę „Dziewiątce”, była kampania Oktawiana Augusta przeciwko rzymskiej prowincji Hispania Tarraconensis, gdzie walczyły również inne legiony, m.in. I Germanica, VI Victrix, X Gemina. Efektem ich skutecznych działań wojennych był przydomek IX legionu – „Hispana” 
W 43 r. n.e. cesarz Klaudiusz podbił Brytanię przy pomocy czterech legionów: II „Augusty”, IX Hispany, XIV Geminy oraz XX Valerii Victrix. „Dziewątka” pod wodzą Aulusa Plaucjusza stacjonowała w dwóch obozach, w Longthorpe i Newton-on-Trent, a po 55 r. w Lincoln.
Podczas powstania Boudiki w 60 r. Hispana poniosła poważne straty w członkach legionu (około 1/3 swoich sił), które zostały wypełnione najemnikami z germańskich prowincji. W 77 została przeniesiona do Yorku, by strzec północnych granic prowincji brytyjskiej. 
Ostatnia wzmianka dotycząca Hispany, która jest datowana na lata 108/9, mówi o budowanej przez jej żołnierzy twierdzy York. Nie jest jasne, co nastąpiło później. Niektórzy naukowcy utrzymują, że legion został rozbity przez Piktów około 117 r., co zaowocowało wybudowaniem słynnego Muru Hadriana. 
Jednakże ostatnie badania wskazują na to, że przynajmniej część Hispany znajdowała się przez krótki okres w Nijmegen w Dolnej Germanii. Co więcej, znane są nazwiska dowódców IX legionu, którzy nie mogli służyć w nim przed rokiem 122 (np. Lucjusz Lucius Aemilius Karus, gubernator Arabii 142/143 n.e.), co oznaczałoby, że legion nie został rozbity, tylko przeniesiony. Pewne jest, że w inskrypcji z czasów panowania Marka Aureliusza (161–180), w której zostały spisane wszystkie ówczesne legiony rzymskie, IX Legion Hispana nie występuje. 